# Muzi Mei
Muzi Mei, scritto anche Mu Zimei, Mu Zi Mei o Muzimei (caratteri cinesi: 木子美; Guangzhou, 1978), è una giornalista, blogger e scrittrice cinese, divenuta famosa in patria nel tardo 2003 a causa del contenuto del suo blog, in cui raccontava per la prima volta nei dettagli i suoi incontri sessuali con diversi esponenti del sesso opposto.
Il suo nome d'arte è lo pseudonimo Li Li (李丽). In cinese, i caratteri utilizzati per scrivere il nome "Muzi" (木子), se uniti insieme verticalmente, diventano effettivamente il carattere utilizzato per scrivere il nome "Li" (李). "Mei" (美) e "Li" (麗), invece, sono sinonimi per indicare l'aggettivo "bello".

## Biografia e carriera
Diplomatasi in Filosofia all'Università Sun Yat-sen di Guangzhou nel 2001, la blogger divenne famosa a livello nazionale nel 2003, a causa di accese discussioni e controversie sugli organi di stampa e su internet dovute all'argomento del suo blog, ossia racconti reali sulle sue avventure sessuali con un gran numero di partner dell'altro sesso, alcuni dei quali adulteri, di cui venivano indicati anche i nomi reali. Le sue storie divennero conosciute anche all'estero, con pubblicazioni di articoli e interviste su New York Times, TIME (in un articolo intitolato "Sesso, per favore - Siamo giovani e cinesi" del 12 dicembre 2005, edizione europea, Vol. 166, No. 24, p. 31) e Washington Post. Il suo nome è stato spesso menzionato insieme a quello di Tang Jiali, ballerina, che è stata la prima persona in Cina a pubblicare un volume di fotografie di nudo artistico di se stessa. La possibilità di pubblicazione delle opere delle due artiste ha riflettuto una liberalizzazione da parte del governo cinese sulle restrizioni del materiale sessuale e di nudo artistico, a partire dai primi anni 2000.
Porzioni del blog di Muzi Mei sono state tradotte anche in lingua francese, per poi essere pubblicate in un libro intitolato Journal sexuel d'une jeune Chinoise sur le net ("Diario sessuale di una giovane cinese sul web", Edizioni Albin Michel, 2005, ISBN 2-226-15980-0), seguito da una traduzione in tedesco intitolata Mein intimes Tagebuch ("Il mio diario intimo", Aufbau-Verlag, gennaio 2007, ISBN 3-7466-2306-5).
In seguito al suo successo sulla rete, il sito web Bokee.com l'ha assunta come promotrice del concetto di blogging in Cina, tuttavia successivamente la scrittrice è passata al podcasting. Secondo una sua stessa intervista: "Uno dei podcast recenti è stata una registrazione di un'ora di un incontro amoroso, che iniziava con la frase "per favore, vieni dentro" e finiva in gemiti, ansimi e urla. Questo podcast riceve circa 10.000 visite al giorno".